# Kokorina (Istočni Mostar, BiH)
Kokorina je naseljeno mjesto u općini Istočni Mostar, Republika Srpska, BiH.

## Povijest
Do potpisivanja Daytonskog mirovnog sporazuma bilo je dio istoimenog naseljenog mjesta u sastavu tadašnje općine Mostar koja je ušla u sastav Federacije BiH.

## Stanovništvo
Nacionalni sastav stanovništva 2013. godine, bio je sljedeći:
ukupno: 3
- Bošnjaci - 3